# László Szőgyény-Marich (1841-1916)

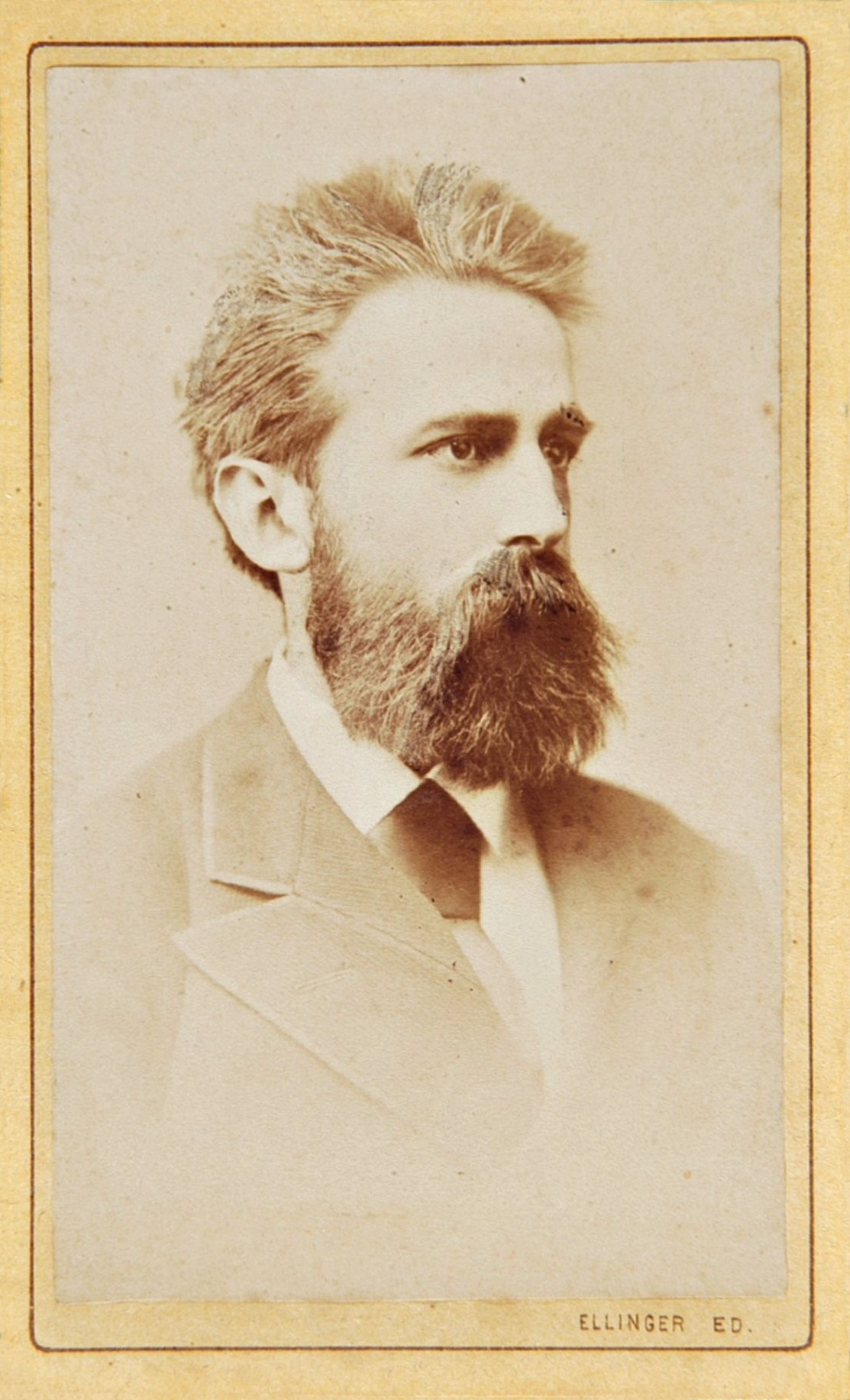
Graaf László Szőgyény-Marich

Graaf László Szőgyény-Marich de Magyar-Szőgyén et Szolgaegyháza (Wenen, 12 november 1841 - Csór, 11 juli 1916) was een Oostenrijks-Hongaars diplomaat.

## Biografie
Szőgyény stamde uit een oud Hongaars adelsgeslacht en was de zoon van László Szőgyény-Marich sr., de latere opperste landrechter van Hongarije. Na zijn studies in Wenen ging hij in 1861 werken voor het bestuur van het comitaat Fejér. In 1869 werd hij vervolgens lid van het Huis van Afgevaardigden voor de Deák-partij en later voor de Liberale Partij. In 1882 ruilde baron Szőgyény zijn parlementaire activiteiten in Boedapest om voor de "Ballhausplatz", het buitenlandministerie in Wenen. In 1884 werd hij opgenomen in de Orde van het Gulden Vlies.
Op het Oostenrijks-Hongaars ministerie voor Buitenlandse Zaken klom hij op tot eerste afdelingshoofd, verantwoordelijk voor de grootmachten. In december 1890 hij aangesteld tot minister naast de Koning, de Hongaarse minister van Buitenlandse Zaken aan het Weense hof, en werd hij lid van het Magnatenhuis. 
Na een bezoek aan de keizer in Gödöllő werd Szőgyény in oktober 1892 de Oostenrijks-Hongaarse ambassadeur in Berlijn, voor Pruisen, Mecklenburg-Schwerin, Mecklenburg-Strelitz, Oldenburg en Braunschweig. Hij genoot Frans Jozef's bescherming aangezien hij een vriend en vertrouweling was geweest van diens zoon aartshertog Rudolf, die zich in 1889 het leven had beroofd. Uiteindelijk werd Szőgyény ook een persoonlijke vriend van de keizer en ontving hij in 1910 de titel van graaf.
Het hoogtepunt en meteen ook het einde van zijn carrière werden de gebeurtenissen tijdens de Julicrisis in de aanloop naar de Eerste Wereldoorlog. Zijn aandeel in de gebeurtenissen zijn nog steeds het voorwerp van discussie onder geschiedkundigen. Gebukt onder de lasten van zijn verantwoordelijkheid werd Szőgyény in augustus 1914 opgevolgd als ambassadeur door vorst von Hohenlohe-Schillingsfürst.